# Neoarisemus youngi
Neoarisemus youngi és una espècie d'insecte dípter pertanyent a la família dels psicòdids que es troba a Àfrica: Tanzània.